# Sarcophaga octomaculata
Sarcophaga octomaculata är en tvåvingeart som beskrevs av Jaennicke 1867. Sarcophaga octomaculata ingår i släktet Sarcophaga och familjen köttflugor. Inga underarter finns listade i Catalogue of Life.